# Elliott Shriane
Elliott Shriane (* 27. April 1987 in Brisbane) ist ein australischer Shorttracker.
Shrianes erstes internationales Großereignis waren die Junioren-Weltmeisterschaften 2003 in Budapest, wo er jedoch in jedem Rennen schon spätestens im Viertelfinale ausschied. Auch ein Jahr später kam er in Peking nicht über diese Runde hinüber. Dennoch wurde er im Februar 2004 zum ersten Mal für den Shorttrack-Weltcup nominiert, dort gelang mit der Staffel sogar der Halbfinaleinzug. In der Vorschlussrunde wurde der Wettkampf aber durch eine Disqualifikation beendet. Bei den weiteren Weltcups in den Saisons 2003/04 und 2004/05 scheiterte Shriane in der Staffel häufiger erst im Halbfinale, in Einzelwettbewerben allerdings schon früher. Durch einen fünften Platz mit dem Team beim Weltcup im November 2005 in Bormio sicherte sich Shriane als Staffelmitglied das Ticket für die Olympischen Winterspiele 2006 in Turin. Gemeinsam mit Lachlan Hay, Stephen Lee sowie Mark McNee schlug er bei Olympia die deutsche Mannschaft im B-Finale und platzierte sich so auf dem sechsten Rang.
Nach konstant guten Ergebnissen im Weltcup 2006/07 über 500 Meter erreichte Shriane am Saisonende den neunten Platz im Disziplinenweltcup über diese Distanz. Mit der Staffel gelang in Abwesenheit mehrerer Top-Nationen ein sechster Rang in Heerenveen, auf der Kurzstrecke errang er einen überzeugenden 15. Platz als bestes Resultat, gleich bei der Saisoneröffnung im chinesischen Changchun. Einen Weltcupwinter darauf verteidigte er diese guten Platzierungen nicht, stattdessen blieb ein 26. Platz, den er dafür zweimal errang, sein Top-Ergebnis. Die australische Staffel ging in der Saison 2007/08 gar nicht an den Start, ebenso im Shorttrack-Weltcup 2008/09. In dieser Saison gelang Shriane in Peking überraschend sein erstes Ergebnis unter den besten zehn Athleten, ein zehnter Rang über 500 Meter in Peking. Auch auf der 1000-Meter-Strecke erreichte er mit einem 14. Rang sein zweitbestes Resultat bis dahin.
Neben den internationalen Erfolgen wurde Shriane zudem einmal Zweiter bei der Australischen Shorttrack-Meisterschaft im Erwachsenenbereich.